# Jan Rdułtowski
Jan Rdułtowski herbu Drogosław – kasztelan nowogródzki w latach 1739–1744, kasztelan witebski w latach 1735–1739 roku.
W 1735 roku podpisał uchwałę Rady Generalnej konfederacji warszawskiej.